# Pyraminx

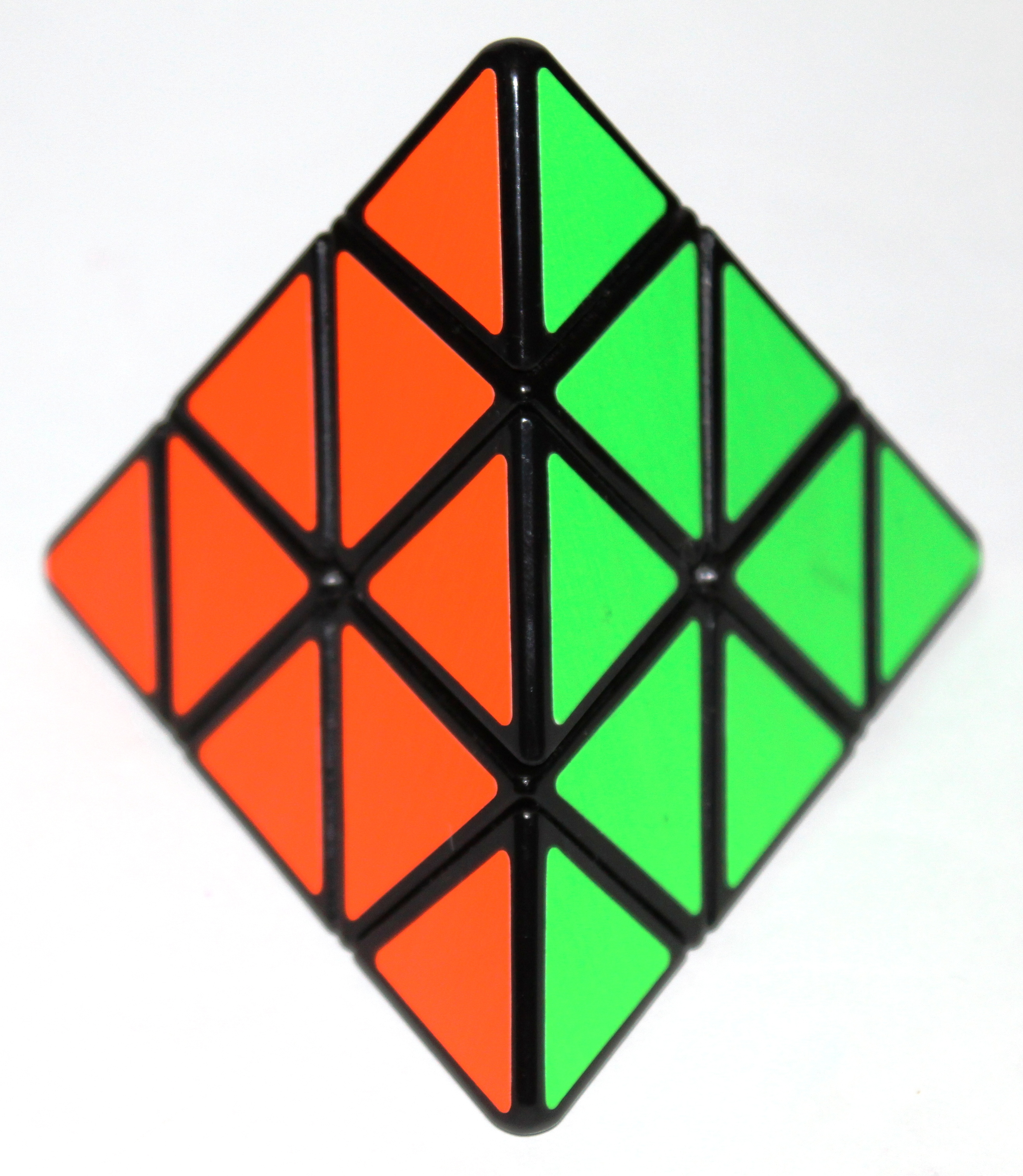
Rozwiązany Pyraminx

Pyraminx – regularna łamigłówka w stylu kostki Rubika. Stworzona i opatentowana przez Uwe Mèfferta i wprowadzony przez Tomy Toys z Japonii w 1981 roku. Celem Pyraminx jest wymieszanie kolorów, a następnie przywrócenie ich do pierwotnej konfiguracji.

## Opis
Pyraminx został wymyślony przez Uwe Mèfferta w 1970 roku. Nie zrobił nic ze swoim projektem do 1981 roku, kiedy po raz pierwszy przywiózł go do produkcji w Hongkongu. Uwe lubi mówić, że gdyby nie wynalezienie sześcianu przez Ernő Rubika, jego piramida nigdy nie zostałaby wyprodukowana.
Pyraminx to łamigłówka w kształcie regularnego czworościanu, podzielona na 4 części osiowe, 6 części krawędziowych i 4 trywialne końcówki. Można go skręcać wzdłuż nacięć, aby permutować jego kawałki. Elementy osiowe mają kształt ośmiościenny, chociaż nie jest to od razu oczywiste i mogą obracać się tylko wokół osi, do której są przymocowane. 6 kawałków krawędzi można dowolnie przestawiać. Trywialne końcówki są tak zwane, ponieważ można je skręcać niezależnie od wszystkich innych elementów, co sprawia, że łatwo je umieścić w ułożonej pozycji. Meffert tworzy również podobną łamigłówkę zwaną Tetraminx, która jest taka sama jak Pyraminx, z wyjątkiem tego, że usuwa się trywialne końcówki, zamieniając łamigłówkę w ścięty czworościan. 

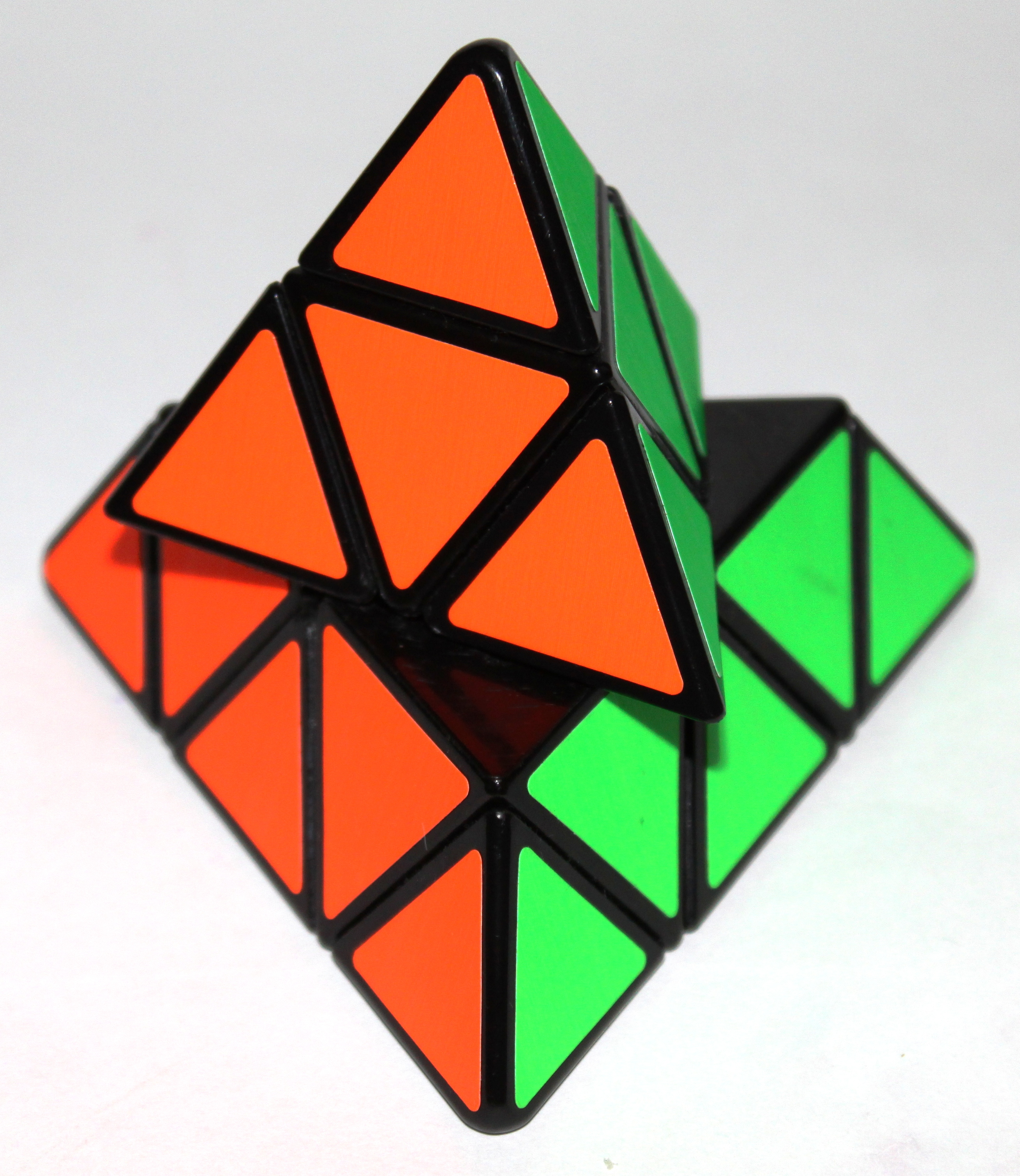
Przekręcony Pyraminx

4 trywialne końcówki można łatwo obracać, aby dopasować je do elementu osiowego, do którego są odpowiednio przymocowane, a elementy osiowe można również łatwo obracać, aby ich kolory pasowały do siebie. To pozostawia tylko 6 elementów krawędzi jako prawdziwe wyzwanie dla układanki. Można je rozwiązać, wielokrotnie stosując dwie sekwencje czteroskrętne, które są swoimi lustrzanymi odbiciami. Te sekwencje permutują 3 elementy krawędzi na raz i zmieniają swoją orientację w różny sposób, tak że kombinacja obu sekwencji jest wystarczająca do rozwiązania zagadki. Jednak ogólnie dostępne są bardziej wydajne rozwiązania (wymagające mniejszej całkowitej liczby skrętów) (patrz poniżej).
Skręt dowolnego elementu osiowego jest niezależny od pozostałych trzech, tak jak w przypadku końcówek. Sześć krawędzi można umieścić w 6!/2 pozycjach i odwrócić na 2⁵ sposobów, biorąc pod uwagę parzystość. Pomnożenie tego przez współczynnik 38 dla elementów osiowych daje 75 582 720 możliwych pozycji. Jednak ustawienie trywialnych końcówek we właściwych pozycjach zmniejsza możliwości do 933 120, co jest jednocześnie liczbą możliwych wzorów na Tetraminxie. Ustawienie elementów osiowych również zmniejsza liczbę do 11 520, co sprawia, że jest to dość prosta zagadka do rozwiązania.

## Metody
Istnieje wiele metod rozwiązywania Pyraminx. Można je podzielić na dwie główne grupy.
1) V First Methods - W tych metodach dwie lub trzy krawędzie są rozwiązywane jako pierwsze, a zestaw algorytmów, zwanych również algorytmami LL (ostatnia warstwa), jest używany do rozwiązania pozostałej części łamigłówki.
2) Metody Top First- W tych metodach trzy krawędzie wokół środkowego elementu są rozwiązywane jako pierwsze, a pozostała część łamigłówki jest rozwiązywana przy użyciu zestawu algorytmów.
Wspólne V pierwsze metody-

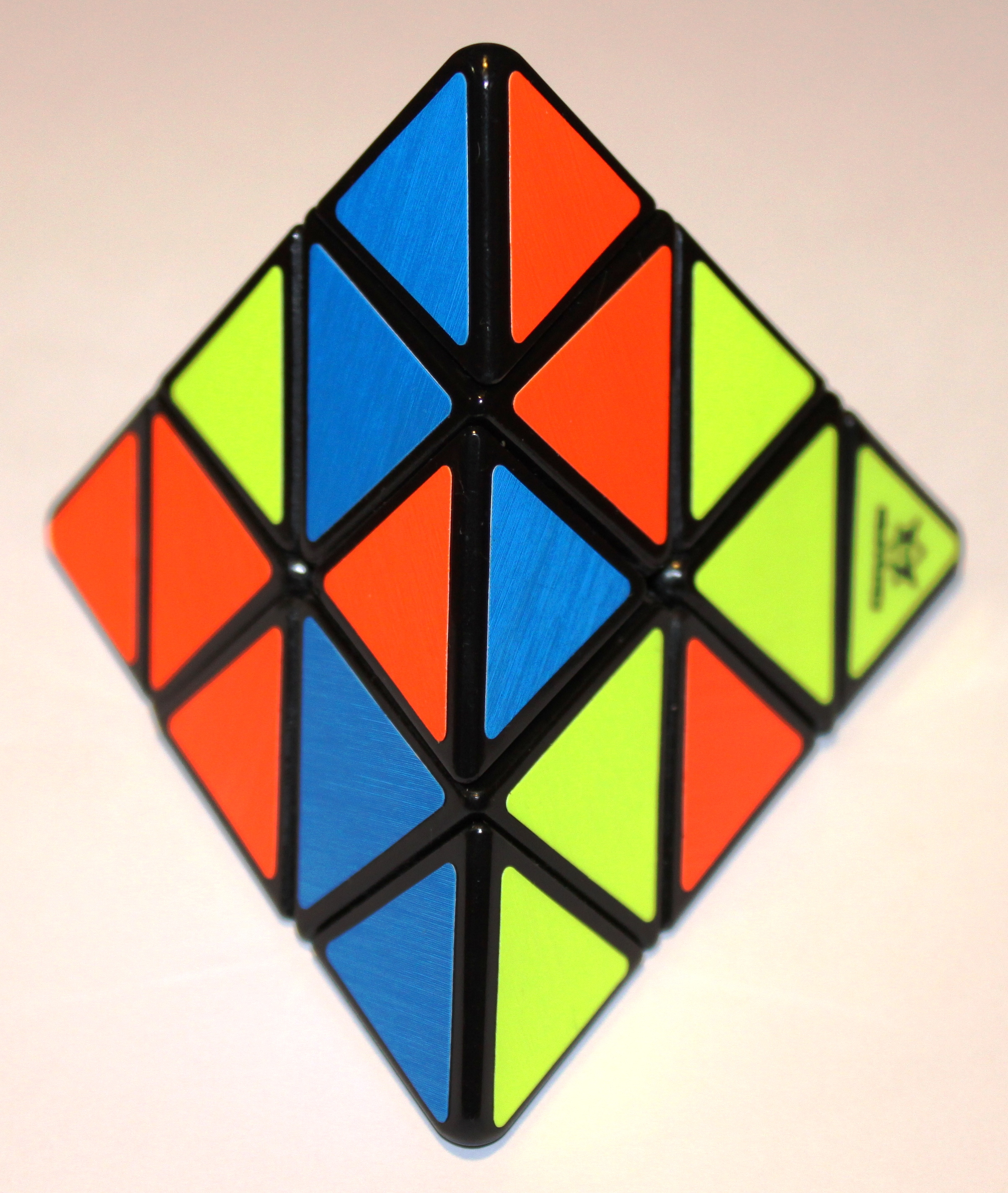
Przemieszany Pyraminx

a) Metoda LBL — w tej metodzie rozwiązywana jest ściana ze wszystkimi permutowanymi krawędziami, a następnie pozostała łamigłówka jest rozwiązywana za pomocą jednego algorytmu z zestawu 5.
b) L4E - L4E lub ostatnie 4 krawędzie są nieco podobne do warstwy po warstwie. Jedyna różnica polega na tym, że tylko dwie krawędzie są rozwiązywane wokół trzech centrów, a pozostałe cztery krawędzie są rozwiązywane za pomocą algorytmu.
c) Intuicyjny L4E - Metoda podobna do L4E, jak sama nazwa wskazuje, w której wymagana jest duża ilość wizualizacji. Zestaw algorytmów wspomniany w poprzedniej metodzie nie jest zapamiętywany. W speedsolving sprawy są rozwiązywane intuicyjnie, przewidując ruch elementów. Jest to najbardziej zaawansowana metoda V pierwszej.
Wspólne najlepsze pierwsze metody-
a) One flip — ta metoda wykorzystuje dwie krawędzie wokół jednego rozwiązanego środka i odwróconej trzeciej krawędzi. Po tym kroku jest łącznie sześć przypadków, dla których algorytmy są zapamiętywane i wykonywane. Trzeci krok polega na użyciu wspólnego zestawu algorytmów dla wszystkich pierwszych metod, zwanego także ostatnią warstwą dziurki od klucza, która obejmuje 5 algorytmów, z których cztery są wzajemnymi zwierciadłami.
b) Keyhole — ta metoda wykorzystuje dwie krawędzie w odpowiednim miejscu wokół jednego środka i trzecią krawędź umieszczoną w innym miejscu łamigłówki. Środki czwartego koloru są następnie rozwiązywane za pomocą szczeliny utworzonej przez niepermutowaną krawędź. Ostatni krok jest rozwiązywany za pomocą algorytmów Keyhole ostatniej warstwy.
c) OKA - W tej metodzie jedna krawędź jest zorientowana wokół dwóch krawędzi w niewłaściwym miejscu, ale jedna z krawędzi, która jest w niewłaściwym miejscu, należy do samego bloku. Ostatnia krawędź znajduje się na dolnej warstwie i wykonywany jest bardzo prosty algorytm, aby umieścić ją we właściwym miejscu, a następnie algorytmy ostatniej warstwy dziurki od klucza.
Niektóre inne popularne pierwsze metody to WO i Nutella.
Wiele speedcuberów Pyraminx uczy się kilku metod, w szczególności metod „top first” i używa metody, która jest najlepsza dla danego rozwiązania.
Wśród speedcuberów pyraminx nie ma zgody co do tego, czy metody top-first czy v-first są szybsze.

## Wariacje
Istnieje kilka odmian układanki. Najprostszy, Tetraminx, jest odpowiednikiem (3x) Pyraminx, ale bez końcówek (patrz zdjęcie). Istnieją również wersje „wyższego rzędu”, takie jak 4x Master Pyraminx (patrz zdjęcia) i 5x Professor's Pyraminx.

### Master Pyraminx
Master Pyraminx ma 4 warstwy i 16 trójkątów na twarz (w porównaniu z 3 warstwami i 9 trójkątami na twarz oryginału) i jest oparty na mechanizmie Skewb Diamond. Ta wersja ma około 2,6817 × 10¹⁵ kombinacji. Master Pyraminx ma
- 4 „wskazówki” (takie same jak w oryginalnym Pyraminx)
- 4 "środkowe osie" (takie same jak w oryginalnym Pyraminx)
- 4 "środki" (podobne do Kostki Rubika, żadnego w oryginalnej Pyraminxie)
- 6 „krawędzi wewnętrznych” (podobnie jak w kostce Rubika, brak w oryginalnej Pyraminxie)
- 12 „zewnętrznych krawędzi” (2 razy więcej niż 6 oryginalnych Pyramiminx)Podsumowując, Master Pyramiminx ma 30 „manipulowalnych” elementów. Jednak, podobnie jak w oryginale, 8 elementów (końcówki i środkowe osie) jest nieruchomych (względem siebie) i można je obracać tylko w miejscu. Ponadto 4 centra są ustalone w pozycji i mogą się tylko obracać (jak kostka Rubika). Jest więc tylko 18 (30-8-4) „prawdziwie ruchomych” kawałków; ponieważ jest to o 10% mniej niż 20 „prawdziwie ruchomych” elementów kostki Rubika, nie powinno dziwić, że Master Pyraminx ma około 10 000 razy mniej kombinacji niż kostka Rubika[7]

### Pyraminx Duo
Pyraminx Duo to układanka w kształcie czworościanu, podzielona na 4 narożniki i 4 środkowe części twarzy. Każdy element narożny ma trzy kolory, podczas gdy środkowe elementy mają jeden kolor. Każdy bok układanki zawiera jeden środkowy element boku i trzy elementy narożne. Mechanicznie układanka jest podobna do Skewb, z widocznymi wszystkimi narożkami Skewb (choć w innym kształcie) i ukrytymi wszystkimi środkowymi elementami.

### Pyramorphix
Na pierwszy rzut oka Pyramorphix wydaje się być trywialną zagadką. Przypomina Pyraminx, a jego wygląd sugerowałby, że tylko cztery rogi mogą być obracane. W rzeczywistości puzzle są specjalnie ukształtowaną kostką 2×2×2. Cztery rogi sześcianu są przekształcane w piramidy, a pozostałe cztery są przekształcane w trójkąty. Rezultatem tego jest układanka, która zmienia kształt w miarę obracania. 
Oryginalna nazwa Pyramorphix brzmiała "The Junior Pyraminx". Zostało to zmienione, aby odzwierciedlić aspekt "zmiany kształtu" układanki, który sprawia, że wygląda mniej jak kostka 2×2×2. "Junior" sprawił również, że brzmiał mniej pożądany dla dorosłego klienta. Jedyne pozostałe odniesienie do nazwy "Junior Pyraminx" znajduje się na stronie internetowej Uwe Mèffert, która nadal ma tytuł "jpmsol.html".

### Master Pyramorphix
Master Pyramorphix nieformalnie określany jako Mastermorphix, jest bardziej złożonym wariantem Pyramorphix. Podobnie jak Pyramorphix, jest to czworościenna układanka o torachowej, zdolna do zmiany kształtu, gdy jest skręcona, co prowadzi do dużej różnorodności nieregularnych kształtów. Stworzono kilka różnych wariantów, w tym płaskie łamigłówki zbudowane na zamówienie przez fanów puzzli i komercyjnie produkowany wariant poduszki Uwe Mèfferta, sprzedawany za pośrednictwem jego sklepu z łamigłówkami, Meffert's.
Układanka składa się z 4 elementów narożnych, 4 centrów twarzy, 6 elementów krawędzi i 12 nieśrodkowych elementów twarzy. Będąc układanką obracającą krawędzie, kawałki krawędzi obracają się tylko w miejscu, podczas gdy pozostałe elementy mogą być permutowane. Środki twarzy i narożniki są wymienne, ponieważ oba są narożnikami, chociaż mają inny kształt, a nieśrodkowe elementy twarzy mogą być odwrócone, co prowadzi do szerokiej gamy egzotycznych kształtów, gdy układanka jest skręcona. Jeśli wykonywane są tylko skręty o 180°, możliwe jest pomieszanie tylko kolorów, zachowując czworościenny kształt układanki. Po skręceniu o 90° i 180° układanka ta może zmieniać kształt. 

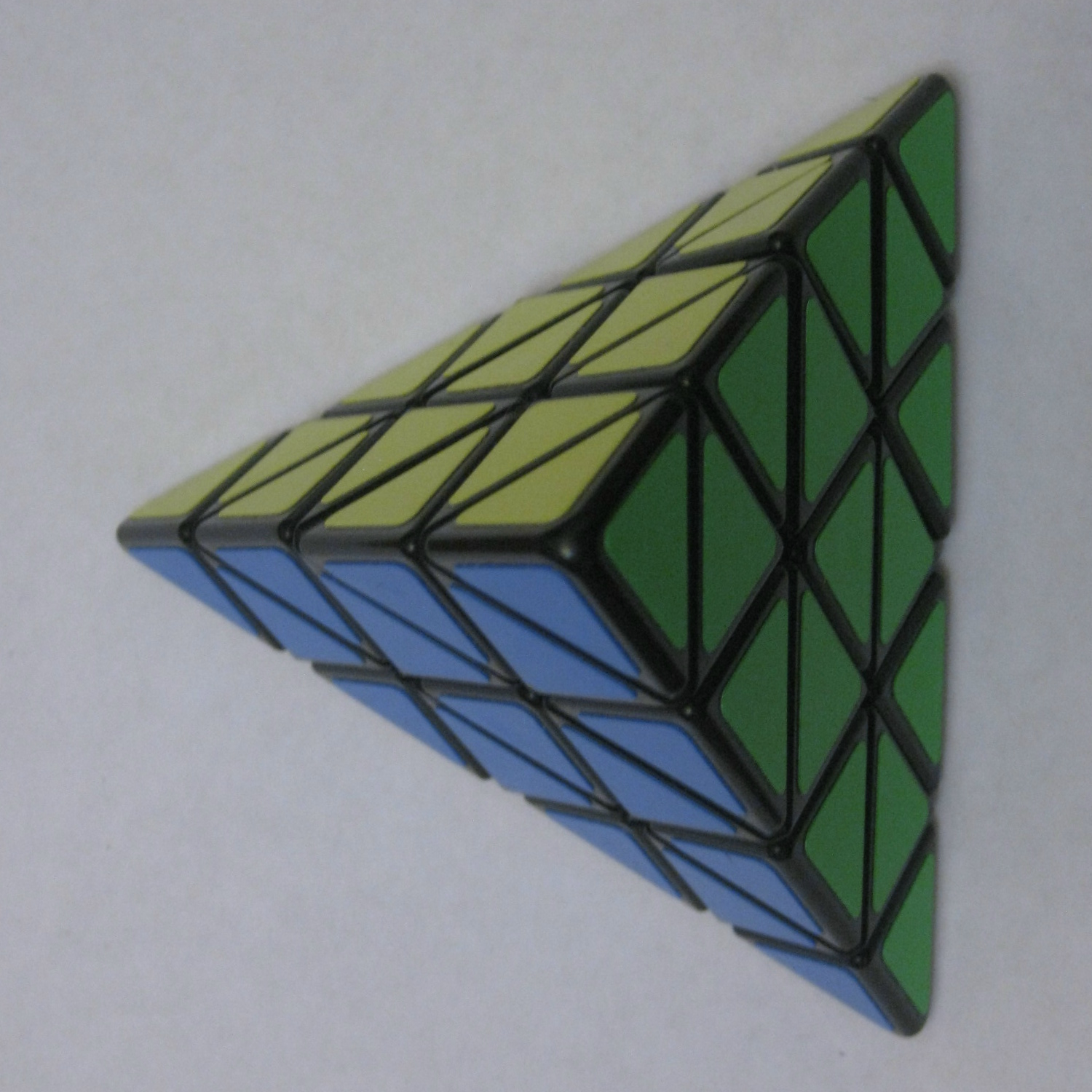
Rozwiązany Master Pyraminx
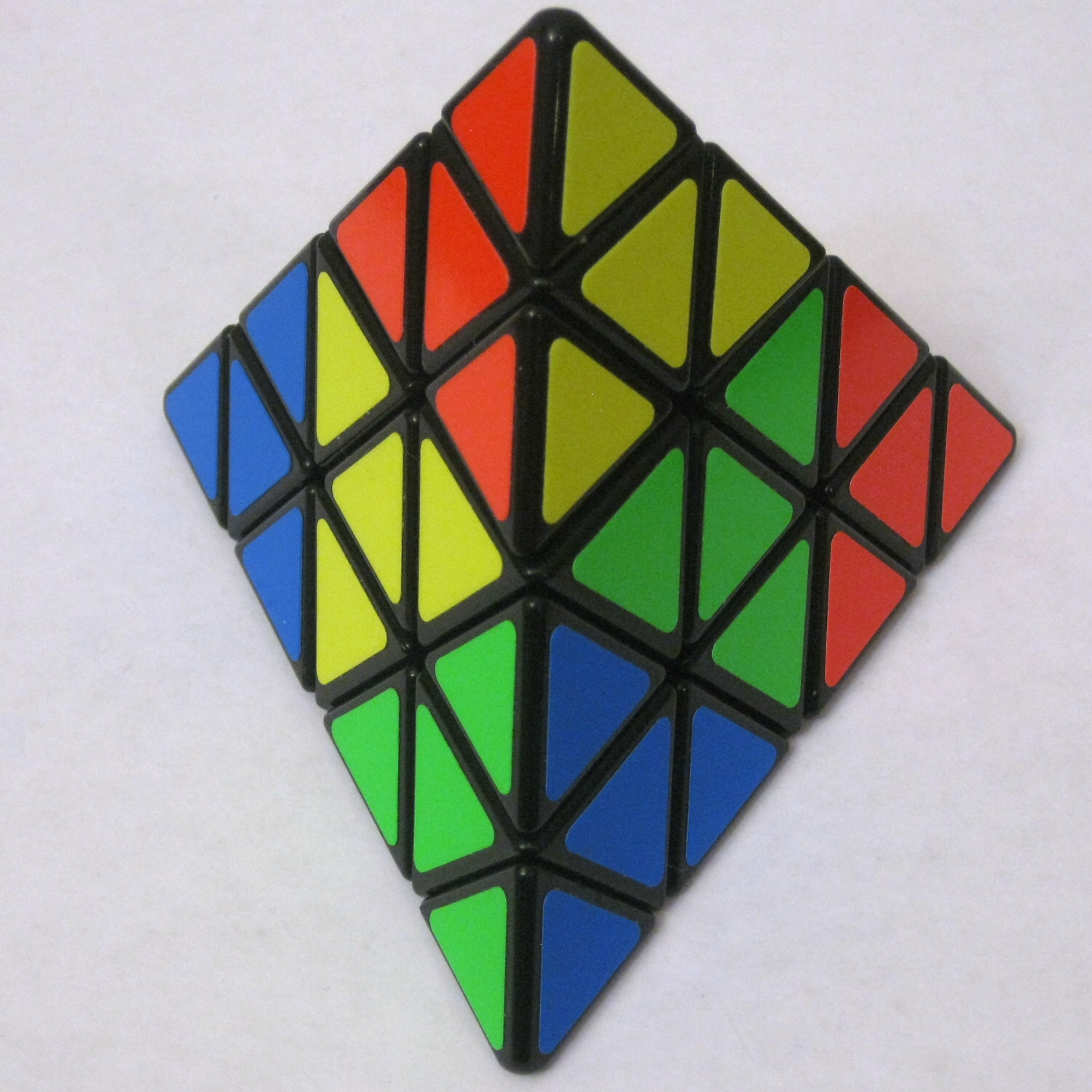
Podstawowy wzór na Master Pyramiminx
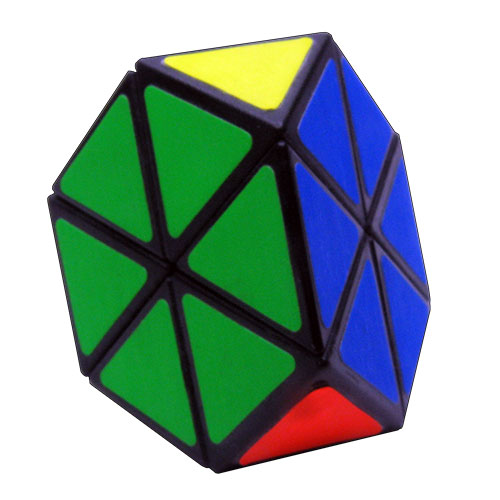
Rozwiązany Tetraminx
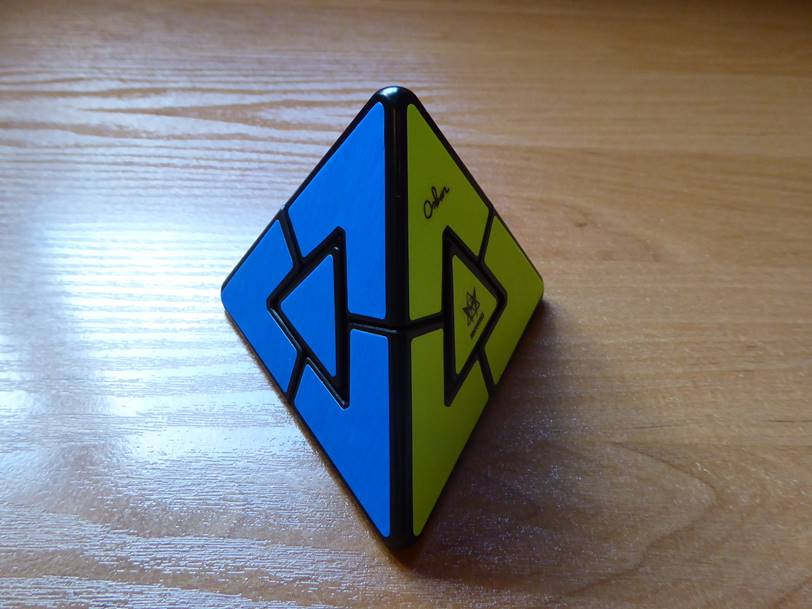
Pyraminx Duo
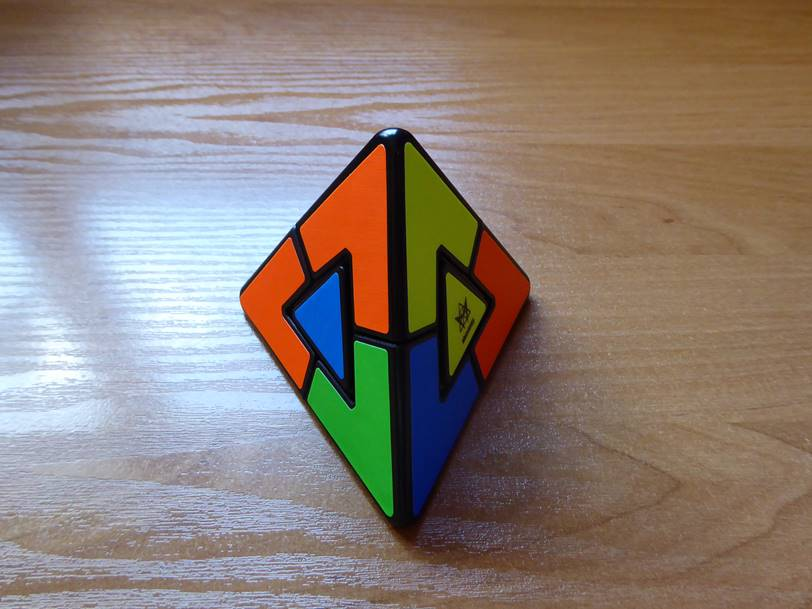
Przemieszany Pyraminx Duo
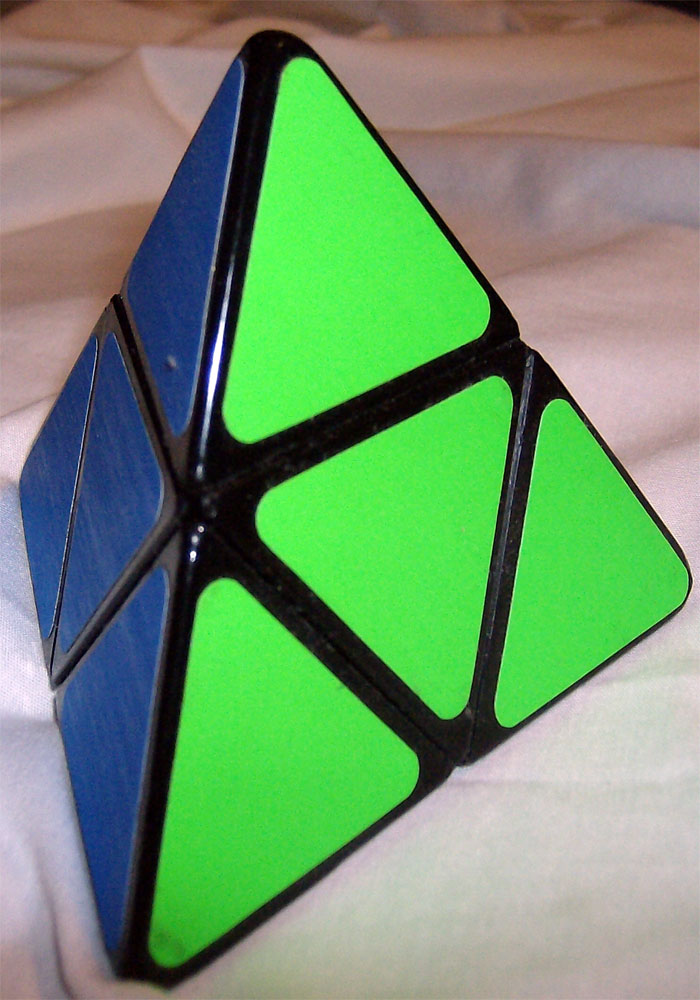
Ułożony Pyramorphix
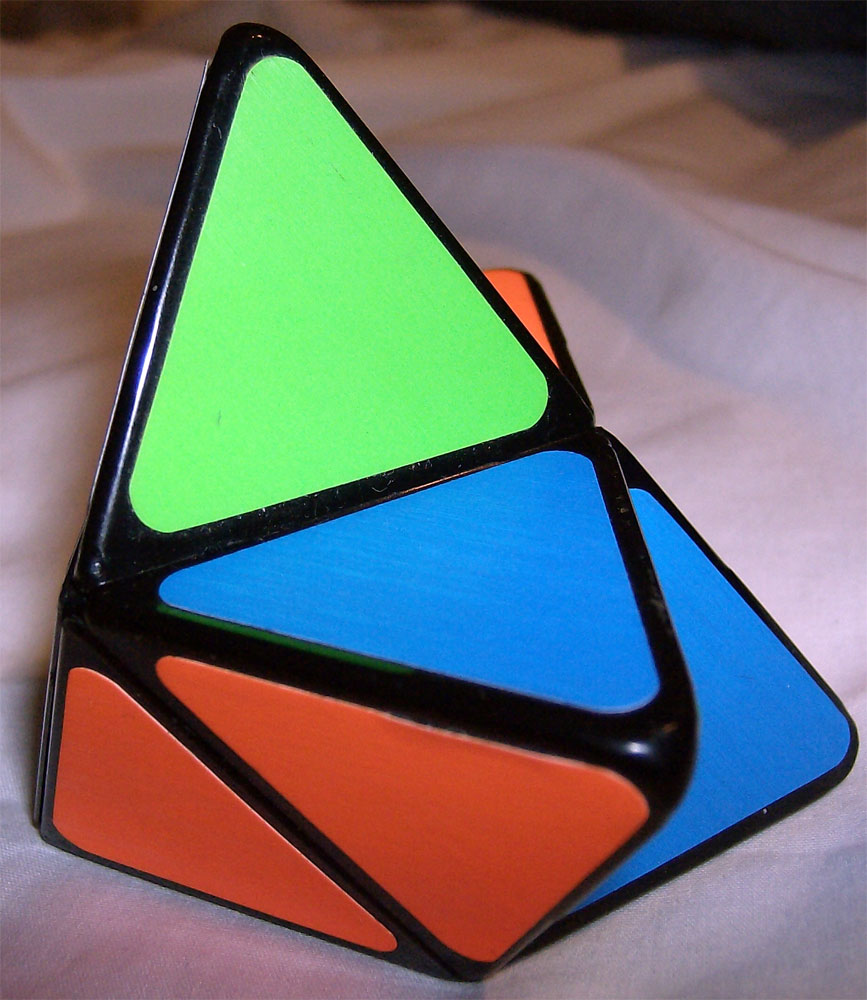
Przemieszany Pyramorphix
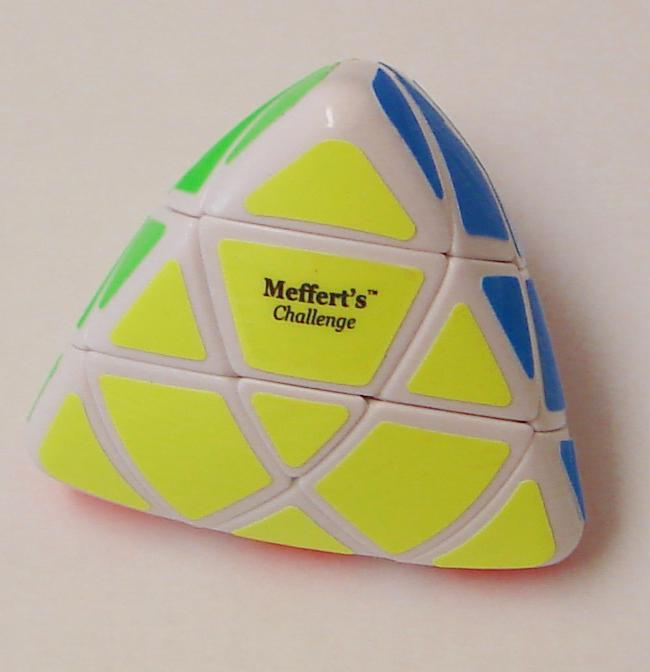
Ułożony Master Pyramorphix
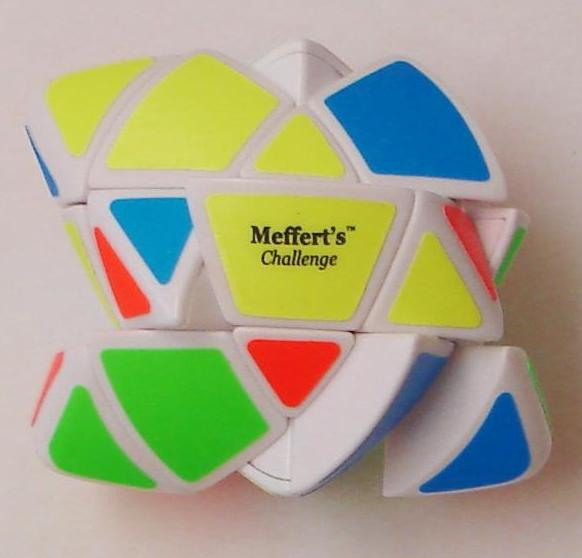
Przemieszany Master Pyramorphix
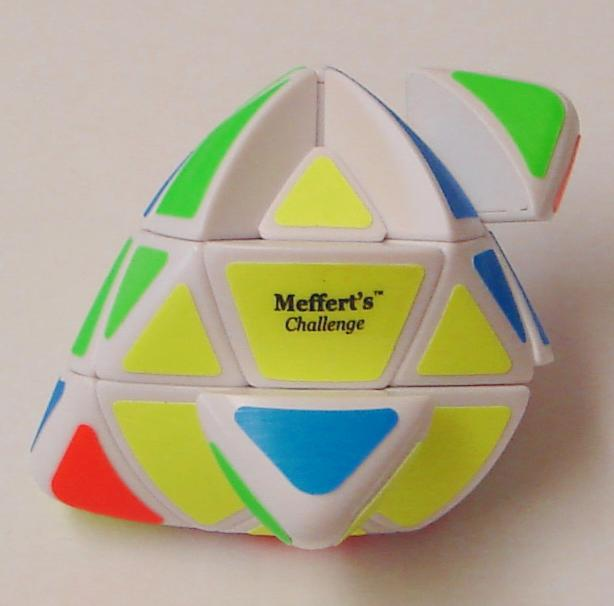
Częściowo Rozwiązany Master Pyramorphix